# The Books of Knjige
The books of knjige је црногорска хумористичко-музичка и телевизијска организација са Цетиња активна од почетка деведесетих година. Организација је нарочито популарна у Црној Гори, мада у последње вријеме бивају све виђенији у околним државама, пре свега Србији и Босни и Херцеговини. У њиховим хумористичким наступима често постоји доза критике према власти, цркви, па чак и према самој људској природи. Често се баве исмијавањем појединих телевизијских емисија, као и неких јавних личности из различитих области.
Буксовци се упоредо баве и музиком. Један од њихових чланова, Александар Радуновић је уједно и гитариста популарне црногорске рок групе Перпер са Цетиња. У својим песмама, Буксовци такође критикују све лоше стране људског друштва уопште. Неке нумере преовладавају сарказмом, а често је присутан и апел борбе против наркоманије. Буксовци се често појављују у дуетима разних музичара, као и у њиховим спотовима. Издали су један албум под називом Моја домовина, а поред тога и већи број синглова.
Састав чине четири члана: 
- Александар Радуновић (Попај)
- Веселин Гајовић (Гајо)
- Горан Вујовић и
- Зоран Марковић (Зоњо).

## Историја
Чланови ове организације познају се још од детињства јер су заједно одрастали на Цетињу. Групу су основали почетком деведесетих година прошлог века, која је временом прерасла у организацију. The books of knjige су постали због својих врло духовитих досетки и скечева који често представљају пародију на свакодневни живот. Најприје су водили емисије на локалном радију са Цетиња. Временом се популарност ширила Црном Гором па је састав све присутнији у Подгорици, где почињу да се појављују на подгоричком радију Антена М у поноћним емисијама. Затим слиједи и неколико ТВ емисија, од којих су најпознатије оне са националне црногорске телевизије: Агросазнање, Емисија која иде на телевизију око 9 увече, Топ Волеј, Календар, Робин Худ и друге.

## Радио емисије
The books of knjige су једно време водили радио емисију на локалном радију са Цетиња, која се углавном састојала од претходно припремљених скечева. Током 1998. године потписали су уговор са Радио Антена М на ком воде једну седмичну емисију петком увече. Емисија се зове „The books of knjige“ и траје отприлике два сата. Попај, Гајо и Горан воде емисију, док се Зоњо бави продукцијом. Емисија се обично састоји из три дијела. Први дио је углавном хумористичко коментарисање најновијих дешавања из земље и свијета. Други дио састоји се из разговора са једним до два госта, са којима се Буксовци немилосрдно шале. Гости су или популарни певачи, филмски режисери, као и други популарни људи са Балкана. Често су то и људи са врло бизарним занимањима и сексуалним оријентацијама. Трећи дио емисије састоји се углавном од скечева, или једноставно слободног међусобног разговора.

## Измишљени ликови
Неки измишљени ликови из серијала The books of knjige:
- Милорад Крушица, нерадник који одбија изузетно плаћене послове
- Милодарка Крушица, жена Милорада Крушице
- Дурио Утуриновић, четрнаестогодишњак са брковима
- Том Круиз, тајкун
- Љубо Таулинић-Тала, покојник
- Пурашевић, контроверзна поп звезда
- Отац Душко, свештеник спортиста
- Инспектор Душко Мачек, црногорски Шерлок Холмс

Радио емисије:
- Гардаш, брутални полицајац са Цетиња.
- Мишко Ајкула, црногорски имигрант који живи у Холандији.
- Љушто и Шљушто Струхар, браћа

## Телевизијске емисије
Буксовци су снимили неколико ТВ хумористичких емисија, које су емитоване на црногорским ТВ станицама, РТЦГ и ИН ТВ. Њихов шоу је мјешавина сатире и парадокса, често се могу упоредити са босанским саставом Топ Листа Надреалиста.

## Дискографија и Кинематографија

### Моја домовина
1. Интро
2. Моја домовина
3. Ђаоли ме знали
4. Нека си пошла
5. Као да је цвијеће заплесало с нама
6. Џеко
7. Џули
8. Да је шћело бит да буде, могло је бит
9. Сањам да те знам
10. Гумена пјесма
11. Смоки 1
12. Смоки 2
13. Still Got the Blues (како ми је овдје)

### Синглови
- Бјеште дрогаши (2006), дует са Едо Мајком
- Ја сулудан нећу бити (2007)
- Бели голубе (2009), Горан Вујовић (Пурашевић)
- 200 еура (2010), Горан Вујовић (Пурашевић)
- Да поиграмо (2010), Горан Вујовић (Пурашевић)
- Мјесечев пут (2010), Горан Вујовић (Пурашевић) дует са Екремом Јеврићем
- Издаја (2011), Горан Вујовић (Пурашевић)

### Телевизија, радио и остало
- Топ Волеј, пародија на државну лутрију Црне Горе
- Агросазнање 1, пародија на агрикултурну емисију државне телевизије
- Агросазнање 2
- О поријеклу Црногораца
- Емисија која иде на телевизију понедјељком око 9 увече
- Календар
- Новогодишњи програм
- Случајеви правде (серија)
- Случајеви правде (филм)